# Foresta di Dean

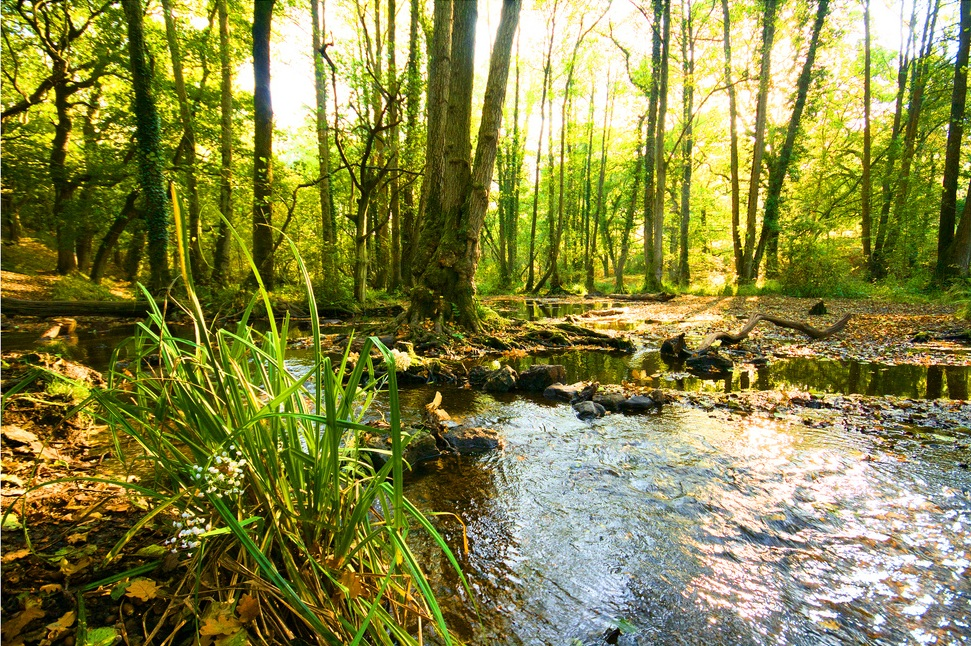
Foresta di Dean in primavera

La foresta di Dean (Forest of Dean) è una regione geografica, storica e culturale, nella parte occidentale della contea di Gloucestershire, in Inghilterra. La foresta è un altopiano di forma triangolare, delimitato dal fiume Wye a ovest e nord, il fiume Severn a sud, e la città di Gloucester a est.
La zona è caratterizzata da oltre 110 chilometri quadrati di bosco misto, uno dei più antichi boschi superstiti in Inghilterra. Una grande area è stata riservata per la caccia reale fino al 1066, attestandosi come la seconda più grande foresta della Corona d'Inghilterra, dietro alla New Forest. Anche se il nome è spesso usato impropriamente per riferirsi a quella parte del Gloucestershire tra il Severn e Wye, la foresta di Dean, attualmente,  copre un'area molto più piccola, sin dai tempi medievali. Nel 1327  è stato definito a coprire solo il dominio reale in senso stretto, e le parti delle parrocchie estese nell'area verde furono abbattute, sempre a seguito del volere regio. Questa zona è ora all'interno delle parrocchie civili del West Dean, Lydbrook, Cinderford, Ruspidge e Drybrook.
Tradizionalmente, le principali fonti di lavoro nel settore forestale sono state le lavorazioni del ferro e del carbone - tra cui la produzione del carbone da legna. È facile notare che il territorio forestale è stato sfruttato su larga scala per i giacimenti appunto di carbone, da circa l'8000 a.C. al 1965 dC.
La zona dà il nome al distretto della foresta di Dean, e una circoscrizione parlamentare, i quali coprono aree più ampie rispetto alla storica foresta, che è stata vittima della deforestazione massiva nei decenni scorsi. Il centro amministrativo delle autorità locali è Coleford, che è anche uno dei centri principali della zona storica forestale; altri luoghi rilevanti sono i già citati Cinderford e Lydney.
Per quanto riguarda i riferimenti letterari, la foresta è stata luogo di rifugio per Harry, Hermione e successivamente Ron nell'ultimo libro della Saga di Harry Potter.

## Storia

### Preistoria
L'area fu abitata dai tempi del Mesolitico. Esistono anche rovine di monumenti megalitici posteriori, inclusa la Longstone, vicino Staunton, e la Broadstone a Wibdon, Stroat. Dei tumuli inoltre sono stati identificati a Tidenham e Blakeney. Dei campi risalenti all'età del Bronzo sono stati trovati presso la Welshbury Hill, vicino Littledean.